# Primula neurocalyx
Primula neurocalyx är en viveväxtart som beskrevs av Adrien René Franchet. Primula neurocalyx ingår i släktet vivor, och familjen viveväxter. Inga underarter finns listade i Catalogue of Life.